# John Buxman
John Buxman (10 aprile 1960) è un ex sciatore alpino statunitense.

## Biografia
Slalomista puro originario di Vail, ottenne il primo piazzamento in Coppa del Mondo il 18 gennaio 1981 a Kitzbühel classificandosi 8º e tale risultato sarebbe rimasto il migliore di Buxman nel massimo circuito internazionale; nella stagione 1983-1984 in Nor-Am Cup vinse la classifica di specialità e l'ultimo piazzamento della sua carriera agonistica fu il 10º posto ottenuto nello slalom speciale di Coppa del Mondo disputato il 20 marzo 1985 a Park City. Non prese parte a rassegne olimpiche né ottenne piazzamenti ai Campionati mondiali.

## Palmarès

### Coppa del Mondo
- Miglior piazzamento in classifica generale: 73º nel 1981

### Nor-Am Cup
- Vincitore della classifica di slalom speciale nel 1984[1]